# Highgate
Highgate è un quartiere nella North London sito a nord-est di Hampstead Heath. È uno dei quartieri di Londra con i più alti prezzi delle case e sorge su una collina che si erge dai 101 ai 131 metri sul livello della città.

## Highgate
Il territorio è suddiviso fra tre London borough: Haringey a nord, Camden a sud-ovest e Islington a sud ed a est. Esso è uno dei più costosi quartieri di Londra e vi è una istituzione, la The Highgate Society, che ha lo scopo di tutelare l'unicità di questo quartiere.

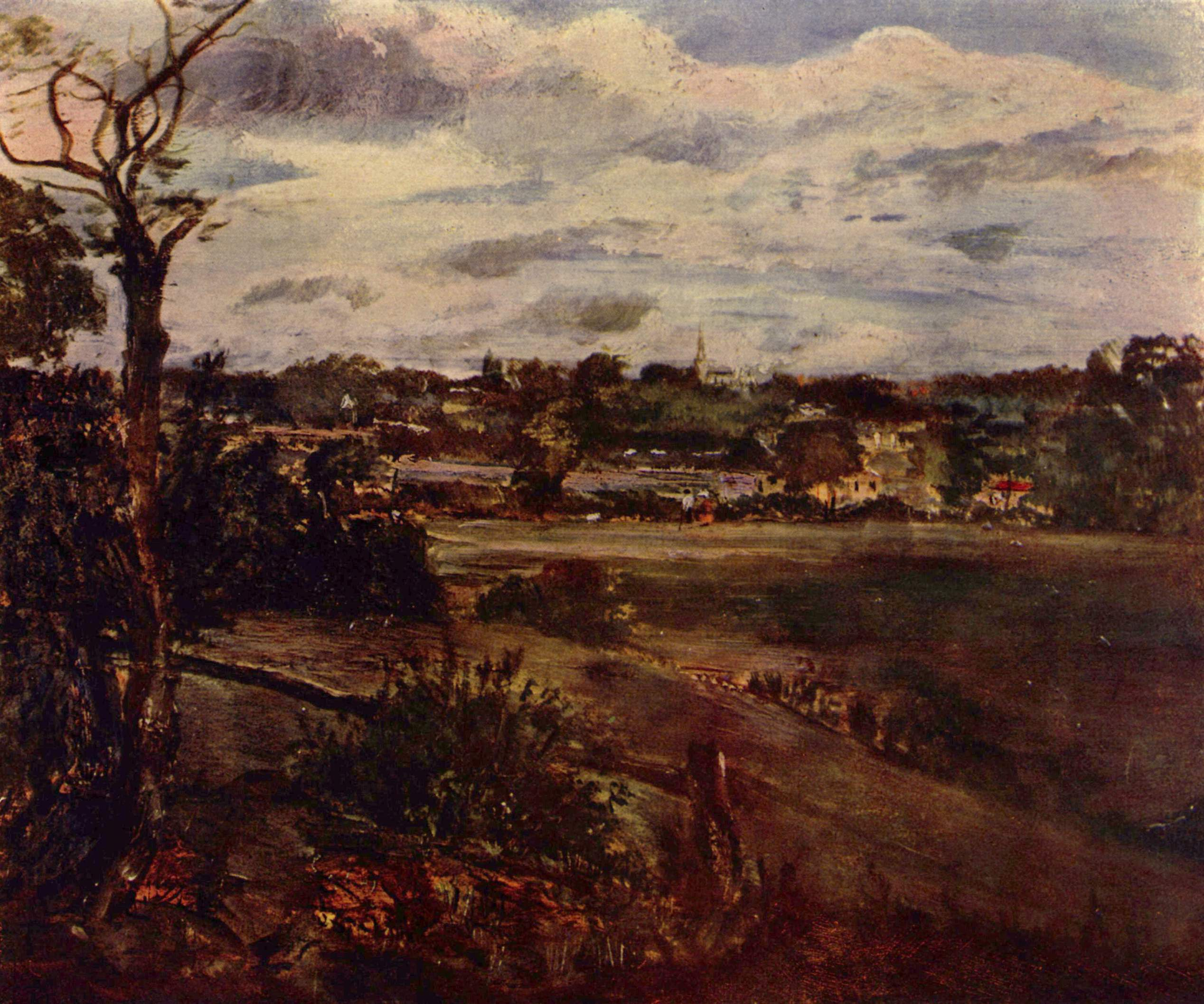
Vista di Highgate, in un quadro di John Constable, prima metà del XIX secolo.

In Hampstead Lane e Highgate Hill si trova l'edificio Vittoriano in mattoni rossi della Highgate School. Essa ha giocato un ruolo preminente nella vita del borgo ed esiste sin dal 1565 quando venne edificata per concessione diretta della regina Elisabetta I.
Highgate Hill, la strada che collegava Archway (Londra) con il borgo di Highgate fu la sede del primo tram costruito in Europa. Esso rimase in funzione dal 1884 al 1909.

## Abitanti VIP
La madre di Peter Sellers si trasferì qui per consentire al figlio di frequentare la Catholic St Aloysius boys' school.
Negli anni recenti hanno abitato in questo quartiere le seguenti personalità: Stella Gibbons, Yehudi Menuhin (e dopo Sting, che comprò la casa di Menuhin), Mike Skinner, Clive Owen, Geri Halliwell, Bob Hoskins, Terry Gilliam, Christopher Nolan, George Michael, Jonathan Pryce, Dizzee Rascal e Cora Beaumont. Nel quartiere è nato inoltre il cantautore Rod Stewart. Nel Cimitero di Highgate vi sono le tombe di Karl Marx, Michael Faraday, Bob Hoskins, Douglas Adams, George Eliot, Sir Ralph Richardson, Sir Sidney Nolan, Alexander Litvinenko e George Michael. 

### Coleridge
Nel 1817 il poeta, filosofo e critico Samuel Taylor Coleridge venne a vivere a Highgate nella casa del Dr Gillman con l'intento di disintossicarsi dalla sua dipendenza dall'oppio. Coleridge visse lì per il resto della sua vita, divenendo noto come il saggio di Highgate. Durante il suo soggiorno in questa casa, vennero pubblicati diversi suoi lavori, alcuni scritti anni prima. Morì qui il 25 luglio 1834 e venne tumulato in una cripta della St Michael's Church.